# Gan De
Gan De (en xinès: 甘德, en Wade-Giles: Kan Te) va ser un astrònom xinès del segle iv aC.

## Vida
No se sap gairebé res de la seva vida, però es coneix que va ser un dels primers astrònoms xinesos, va fer observacions astronòmiques i les va registrar amb les seves coordenades.
Per autors posteriors, se sap que va escriure dos llibres: Suixing Jing (Tractat sobre Júpiter)  i Tianwen Xingzhan (Prediccions astrològiques), però tots dos s'han perdut.

## Descobriment de les taques solars
Gan De va fer les primeres referències clares a les taques solars en el 364 aC.

## El descobriment de Ganimedes
En un tractat compilat en el segle viii dC, el Tractat d'astrologia Kai Yuan, se cita un paràgraf del Suixing Jing, en el qual Gan De afirma que existeix una petita estrella vermellosa enganxada al costat de Júpiter. Això ha donat peu a algun investigador a suposar que Gan De va albirar el satèl·lit Ganimedes dos mil anys abans que el seu teòric descobridor: Galileo Galilei.
El fet que la magnitud de Ganimedes (5,6) estigui al límit de les possibilitats de visió de l'ull humà i que la seva distància de Júpiter sigui tan minsa (5,9 arcmin), fa molt improbable aquest albirament, però no impossible. Mai no podrem saber si Gan De va veure realment Ganimedes o no.